# Maníaco da Corrente
Paulo José Lisboa (1967 (?) - fevereiro de 2022), mais conhecido na imprensa como Maníaco da Corrente, foi um assassino em série brasileiro que matou onze mulheres e travestis, todas prostitutas, entre os anos 1980 e 2000, nos estados de São Paulo e Espírito Santo. Ele cumpriu nove anos de pena de prisão e foi encontrado morto em sua casa, em Guarapari, Espírito Santo, em fevereiro de 2022.

## Crimes
Lisboa cometeu os primeiros crimes na cidade de São José do Rio Preto, interior de São Paulo, entre os anos 1980 e 1990. Ali, foi condenado por matar cinco pessoas e espancar outras seis. Depois de ser condenado e cumprir parte da pena, fugiu da prisão em 1998 e se mudou para o Espírito Santo, onde voltou a praticar os mesmos crimes, tendo respondido por seis assassinatos e mais duas tentativas de homicídio, crimes cometidos todos na região da Grande Vitória.
Seu modus operandi era marcar encontros com as garotas de programa (mulheres e travestis), que ele agredia assim que chegava no local, usando uma faca ou barra/trava de carro, que ele eventualmente usou também para estrangular as vítimas. No entanto, por usar geralmente uma corrente para matar, ele ficou conhecido pelo pseudônimo de "Maníaco da Corrente".
O portal O Tempo relatou à época de sua morte, em fevereiro de 2022: "Na época, em entrevista à imprensa, Lisboa chegou a admitir os crimes: 'Eu induzi a pessoa como se fosse um programa, porém chegava a um lugar ermo, abria a porta do carro e começava a sessão. Tirava a pessoa para fora do carro e aí agredia'".
Entre as vítimas do assassino, há uma jovem  de 15 anos, assassinada com 47 facadas no Natal de 1987.

## Prisão, julgamento e penas
Depois de ser preso e condenado pela assassinato de cinco pessoas e pelo espancamento de outras seis em São Paulo, ele cumpriu cinco anos de prisão em diversas instituições, incluindo a prisão psiquiátrica de Franco da Rocha, até fugir em 1998. Foi encontrado e preso 10 anos depois, em Vitória, no Espírito Santo, no dia 16 de setembro de 2008, após o que foi diagnosticado como "psicopata social".
Além das condenações em São Paulo, no Espírito Santo ele respondeu por seis assassinatos e mais duas tentativas de homicídio. Em sua primeira condenação no estado, em 2011, o juiz  Daniel Peçanha Moreira leu na sentença: "o acusado agiu com alto grau de culpabilidade, pois o mesmo deixou evidente que tinha total ciência da reprovabilidade de sua conduta, sendo pessoa articulada e que adapta a versão do crime de acordo com o que lhe parece mais favorável, conforme ficou evidente em seu interrogatório".
Cumpriu pena em regime fechado durante nove anos, de 2008 a 2017, quando obteve a liberdade condicional.
"O delegado de São Paulo, responsável pela prisão dele, me disse que ele era frio, calculista e que nós deveríamos ter um certo cuidado com ele. Por isso, vamos mantê-lo no presídio", declarou, na época da prisão, o delegado Gilson Lopes, chefe do Departamento de Polícia Judiciária de Vitória.

## Morte
Foi encontrado morto pela esposa, com quem havia se casado após sair da prisão, no início de fevereiro, na casa do casal, em Guarapari, no Espírito Santo. Segundo o portal Aventuras na História, após ela voltar de uma viagem, "sentiu um forte mau cheiro ainda no portão, encontrando o cadáver do marido em estado de decomposição no quarto do casal".